# Oswald Foerderer
Oswald Foerderer (* 3. Juni 1911 in Hamburg; † 1. Februar 1985 in Ost-Berlin) war ein deutscher Schauspieler und Hörspielsprecher.

## Leben

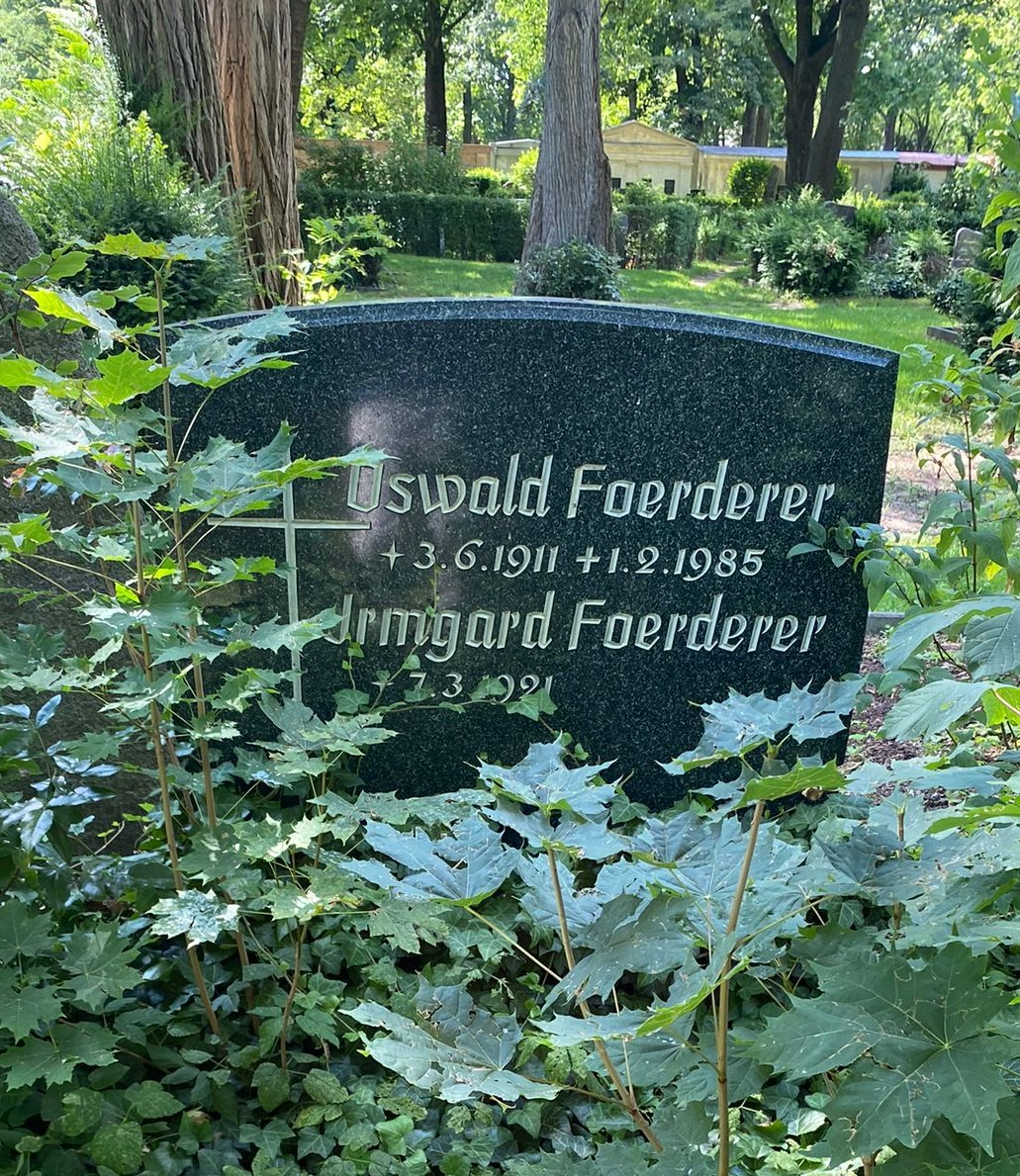
Grabstätte auf dem Friedhof der Laurentiusgemeinde

Oswald Foerderer erhielt in seiner Geburtsstadt privaten Schauspielunterricht durch Hans Langmaack. Nach Engagements in Frankfurt/Main, Gießen, Kiel und Wuppertal, trat Foerderer später an ostdeutschen Bühnen auf, so in Gera, am Meininger Theater und an der Volksbühne Leipzig. Mit Beginn der 1950er-Jahre ging er nach Berlin und spielte am Maxim-Gorki-Theater und an der Neuen Bühne, ab Mitte der 1960er-Jahre dann in Dessau, Rostock und Wittenberg. In späteren Jahren war Foerderer freischaffend tätig und machte sich als Rezitator einen Namen.
Anfang der 1950er-Jahre begann Foerderer auch vor der Kamera zu arbeiten, häufig in Nebenrollen, wie in den DEFA-Produktionen Ernst Thälmann – Sohn seiner Klasse oder Der Prozeß wird vertagt. 1965 übernahm er einen kleinen Part in Solange Leben in mir ist, ein Film über das Leben Karl Liebknechts, außerdem hatte er Episodenrollen in der Krimireihe Polizeiruf 110.
Nachdem er seine Bühnenlaufbahn in Ost-Berlin fortgesetzt hatte, begann Foerderer bis zu seinem Tod auch umfangreich für den Hörfunk zu arbeiten, so in Günter Eichs Hörspiel Träume in einer Fassung des Rundfunks der DDR aus dem Jahr 1981. Seinen einzigen Einsatz als Synchronsprecher hatte er 1979 in dem Film Der Mann im Lodenmantel.
Oswald Foerderer erhielt seine letzte Ruhestätte auf dem Friedhof der Laurentiusgemeinde im Berliner Ortsteil Köpenick.

## Filmografie (Auswahl)
- 1951: Die Meere rufen
- 1953: Geheimakten Solvay
- 1953: Jacke wie Hose
- 1954: Ernst Thälmann – Sohn seiner Klasse
- 1954: Leuchtfeuer
- 1957: Polonia-Express
- 1958: Der Prozeß wird vertagt
- 1959: Tote Seelen
- 1960: Der neue Fimmel
- 1960: Flucht aus der Hölle
- 1961: Das hölzerne Kälbchen
- 1962: Die schwarze Galeere
- 1962: Das zweite Gleis
- 1962: Monolog für einen Taxifahrer
- 1964: Engel im Fegefeuer
- 1965: Solange Leben in mir ist
- 1972: Sonnensucher
- 1975: Aus meiner Kindheit
- 1977: Ein irrer Duft von frischem Heu
- 1978: Polizeiruf 110 – Schuldig
- 1980: Am Rande der Saison
- 1983: Spuk im Hochhaus
- 1985: Polizeiruf 110 – Laß mich nicht im Stich

## Hörspiele (Auswahl)
- 1950: Wilhelm Tell – Autor: Friedrich Schiller – Regie: Carl Nagel
- 1950: Die schwarzen Wälder – Autor: Günther Rücker – Regie: Carl Nagel
- 1953: Aktenvermerk F – Autor: Friedrich Karl Kaul – Regie: Peter Bang
- 1958: Mord an der Grenze – Autor: Rolf Guddat – Regie: Wolfgang Brunecker
- 1963: Das Glockenspiel des Kremls – Autor: Nikolai Fjodorowitsch Pogodin – Regie: Hans Knötzsch
- 1965: Andrea und der Mönch im Meer – Autor: Alexander Jesch – Regie: Elke Dierichs und Flora Hoffmann
- 1966: Kreuzwege – Autor: Hans Bräunlich – Regie: Uwe Haacke
- 1969: Ein weiter Weg – Autor: Fritz Selbmann – Regie: Fritz-Ernst Fechner
- 1978: Leuna 1921 – Autorin: Berta Lask – Regie: Peter Groeger
- 1979: Die Geschichte von der alten Uhr – Autor: Ranko Risojevic – Regie: Peter Groeger
- 1980: Das Attentat – Autor: Gabor Thurzo – Regie: Joachim Dittmann
- 1980: An beiden Ufern – Autor: Alfred Matusche – Regie: Peter Groeger
- 1981: Wenn der Vater die Zähne verliert, müssten dem Sohn Hände wachsen – Autor: Hubert Wiedfeld – Regie: Peter Groeger
- 1981: Träume – Autor: Günter Eich – Regie: Peter Groeger
- 1981: Die Geschichte der armen Liebe des Hofknechtes Jehann Schütt und der Tagelöhnerin Marik Brand – Autor: Fritz Reuter – Regie: Maritta Hübner
- 1982: Links und rechts der Straße – Autor: Michael Kautz – Regie: Achim Scholz
- 1982: Der Weg nach Konstantinopel – Autorin: Waltraut Lewin – Regie: Christa Kowalski
- 1983: Bruder Lustig – Autoren: Brüder Grimm – Regie: Norbert Speer
- 1984: Gefangen im Turm – Autor: Gert Zenker – Regie: Werner Grunow
- 1984: Tod auf der Treppe – Autor: Peter Gauglitz – Regie: Edith Schorn
- 1984: Der Kaiser und das Nachtigallenmädchen – Autor: Hans Christian Andersen – Regie: Uwe Haacke